# Полякова, Нина Семёновна
Нина Семёновна Полякова (19 мая 1926 — 29 марта 2015, Санкт-Петербург, Российская Федерация) — советская спортсменка, выступавшая в академической гребле, двукратная чемпионка Европы (1961, 1962). Заслуженный мастер спорта СССР (1963).

## Биография
Во время Великой Отечественной войны попала в концентрационный лагерь, после освобождения занялась гребным спортом. Выступала за ДСО «Спартак». Тренеры — А. К. Пашукевич, заслуженный тренер РСФСР К. К. Птицын.
- 2-кратная чемпионка Европы на четверке парной (1961, 1962).
- 5-кратная чемпионка СССР (1950, 1951, 1960—1962).
- 2-кратный призёр первенства СССР (1952, 1953).

Многие годы работала тренером (1950—1981), затем завучем и директором СДЮШОР «Спартак» (1981—1992).